# Marco Crespi
Marco Crespi (Varese, 2 giugno 1962) è un allenatore di pallacanestro e telecronista sportivo italiano, direttore dell'Academy dell'Aquila Basket Trento.

## Carriera

### Allenatore
Nell'agosto 1983 viene chiamato da Toni Cappellari ad allenare il settore giovanile dell'Olimpia Milano.
Nel giugno 1985 conquista il titolo italiani Allievi, battendo in finale l'Auxilium Torino.
Dalla stagione 1990-91 è assistente di Mike D'Antoni (conquistando una Coppa Korac) Dopo quattro stagioni con D'Antoni e per due stagioni assistente di Bogdan Tanjević, conquistando nel 1995-96 scudetto e coppa Italia.
Diventa assistente di Tanjević in Nazionale dall'estate 1997, partecipando ai Mondiali di Atene nel 98, agli Europei di Parigi nel 99 (con la conquista della medaglia d'oro) e alle Olimpiadi di Sydney nel 2000.
Torna all'Olimpia Milano come capo allenatore nel biennio 1998-2000.
Nell 2000-01 allena la Fila Biella, conquistando la promozione nella massima serie e viene nominato Allenatore dell'Anno.
Dopo un'esperienza nel campionato spagnolo nel 2001-02 con il Siviglia, nel 2002-03 inizia ad allenare la Scavolini Pesaro, ma ad aprile viene sostituito da Stefano Cioppi. Il 6 dicembre 2004 torna sulla panchina adriatica per sostituire Phil Melillo, partecipando all'Eurolega e conquistando i quarti di finale, sorpassando il gruppo di Top 16, con avversari CSKA Mosca, Real Madrid e Barcelona.
È stato Director of international scouting con i Boston Celtics e i Phoenix Suns, dall'ottobre 2003 all'agosto 2006.
Dal 2006 al 2012 ha allenato la Junior Casale Monferrato, conquistando la promozione per il Club piemontese il 23 giugno 2011.
In seguito, viene ingaggiato come viceallenatore di Luca Banchi alla Mens Sana Basket, con cui firma un contratto biennale.
Dopo la conquista dell'ottavo scudetto, causa la crisi finanziaria dello sponsor principale, l'allenatore di Mens Sana, Luca Banchi passa all'Olimpia Milano. Il nuovo allenatore è Marco Crespi che conduce Siena alla finale play-off proprio contro Milano persa poi in gara-7.
Una stagione speciale e Crespi scrive un libro,  "Something different",  per ricordare una storia da raccontare.
Dopo Siena, Crespi firma un contratto biennale con il Saski Baskonia. Viene esonerato dopo solo 6 giornate di campionato e cinque di Eurolega, nel novembre 2014.
Nella stagione 2015-16 ha allenato la Scaligera Basket Verona.
Nell’agosto 2017 diventa commissario tecnico della nazionale italiana femminile nell'agosto 2017, con l’incarico di guidarla fino agli Europei 2019.
Nell'ottobre 2017 Gianni Petrucci, Presidente della Federazione Italiana Pallacanestro, lo nomina Allenatore Benemerito d'Eccellenza.
Dal 1º ottobre 2019 è l'allenatore della Nazionale Svedese femminile.
Il 22 giugno 2022 viene nominato come nuovo direttore dell'Academy dell'Aquila Trento

### Telecronista
Dall'ottobre 2016 collabora con Sky Italia come opinionista per il basket. Realizza telecronache e rubriche per il campionato italiano, le competizioni Fiba e la NBA.

## Palmarès
- Supercoppa italiana: 1 (revocato)

Mens Sana Siena: 2013
- Promozione in Serie A1: 2

Biella: 2000-01
Casale Monferrato: 2010-11